# Liste der Monuments historiques in Wahlenheim
Die Liste der Monuments historiques in Wahlenheim führt die Monuments historiques in der französischen Gemeinde Wahlenheim auf.

## Liste der Objekte
| Bezeichnung      | Beschreibung | Standort                                                        | Kennzeichnung | Schutzstatus | Datum | Bild           |
| ---------------- | --- | --------------------------------------------------------------- | ------------- | ------------ | ----- | -------------- |
| Hauptaltar       | Altartisch, Tabernakel, Retabel, Baldachin und sechs Leuchter; Holz, farbig gefasst und vergoldet, 1741 und 1782 (Leuchter) | in der Kirche Assomption-de-la-Bienheureuse-Vierge-Marie (Lage) | PM67000419    | Classé       | 1969  | weitere Bilder |
| Kelch und Patene | Silber, vergoldet, 1782 | in der Kirche Assomption-de-la-Bienheureuse-Vierge-Marie (Lage) | PM67000420    | Classé       | 1969  |                |